# 墨西哥維拉克魯兹聖殿
墨西哥維拉克魯兹聖殿位於墨西哥維拉克魯兹州的博卡德爾里奧，是耶穌基督後期聖徒教會的第 93 座運營聖殿。

## 历史
教会于 1999 年 4 月 14 日宣布，将在墨西哥港口城市維拉克鲁兹市附近建造一座聖殿。維拉克鲁兹聖殿，位于毗邻的博卡德爾里奧市，大约 10 公里。維拉克鲁兹市中心以南公里，是墨西哥十三座聖殿之一。此前，当地成员不得不前往美国的亞利桑那州梅萨聖殿。
第一批教會傳教士於 1955 年抵達維拉克魯兹。第一座教堂建於 1961 年。教堂的奉獻儀式有近 700 人出席，儘管教堂的服務人數不足 400。該地區迅速增長。
1999 年 5 月 29 日，墨西哥維拉克魯兹聖殿的奠基儀式和場地啟用儀式在七十員的 （Carl B. Pratt） 主持下舉行。約600人出席了儀式。聖殿遺址佔地 1.37 公頃，其中包括一座教堂。聖殿於 2000 年 6 月 26 日至 7 月 1 日向公眾開放。在此期間，有超過 10,000 人參觀了聖殿。
2000 年 7 月 9 日，教會總會會長團第一諮理的多馬·孟蓀 (Thomas S. Monson) 為維拉克魯兹聖殿做了奉獻祈禱。 [2]共舉辦了四屆，5000多名會員參加。這座聖殿服務於該地區的九個支聯會、兩個區和兩個分會。
墨西哥維拉克魯兹聖殿總面積為 994 平方公尺，設有兩個教儀室和兩個印證室。